# Pangurban
Pangurban egiae — викопний вид котовидих хижих ссавців з родини німравідів.

## Таксономія
Carnivoraformes вперше зайняли гіперхижі ніші на початку пізнього еоцену, 40—37 млн років тому. Це відбулося після зменшення або вимирання попередніх груп м'ясоїдних, Mesonychia та Oxyaenodonta. Схема цієї зміни та відносний внесок таксономічних груп досі залишалися незрозумілими. Новий рід і вид з еоценового конгломерату Померадо в південній Каліфорнії, Pangurban egiae, з яскраво вираженими властивостями гіперхижаків. Хоча геохронологічно це найстаріший німравід у Північній Америці, Pangurban egiae відновлено як філогенетичний похідний, зі спорідненістю з Hoplophoneus. Це надає однозначні докази швидкої радіації та поширення м'ясоїдних німравідів по Азії та Північній Америці та обмежує час ранніх розходжень у родині.

### Голотип
SDSNH 60554, правий уламок верхньої щелепи з P3—P4; зібраний у 1997 році Стівеном Л. Волшем і Робертом Гуцлером, які також підготували зразок, і зберігається в Музеї природної історії Сан-Дієго (Сан-Дієго, США).

## Типова місцевість
Типова місцевість: верхня частина конгломерату Померадо, Сан-Дієго, Каліфорнія, США, тут вважається віком від середнього до пізнього Дюшена (приблизно 40—37 млн років).

## Етимологія
Родова назва походить від давньоірландської мови, яка стосується кота в однойменній поемі 9 століття н. е., чиє полювання порівнюється з академічним пошуком істини. Назва виду вшановує внесок палеонтолога Наоко Егі у вивчення еволюції наземних м'ясоїдних по обидва боки північної частини Тихого океану, що відображає поширення німравідів.